# Taxi (émission de télévision)
Pour les articles homonymes, voir Taxi (homonymie).

Taxi était un magazine télévisé français d'actualité conçu et proposé par Philippe Alfonsi et Maurice Dugowson et présenté par Catherine Belkhodja chaque vendredi soir sur FR3 de 1986 à 1987.

## Principe de l'émission
Des personnalités de l'art ou du spectacle étaient invitées dans une superbe Cadillac qui circulait la nuit dans Paris. Elles répondaient aux questions de la journaliste, qui lançait de son taxi des sujets de société. Ce magazine avait l'originalité d'avoir comme décor une Cadillac qui circulait la nuit dans Paris. La journaliste, Catherine Belkhodja, également actrice, interviewait ses invités (personnalités artistiques) dans ce taxi qui, muni d'un écran, lançait des sujets de société. La présentation, très scénarisée, était mise en scène avec soin par des réalisateurs de fiction. Remportant le plus vif succès, ce magazine inspirera plus tard d'autres émissions qui reprendront le ton vif et insolent inauguré par le magazine.
Cependant, ce même ton insolent fut fatal à l'émission. À la suite d'un reportage sur un trafic d'armes à destination de l'Iran, le commissaire Lucien Cokelaer, directeur de la police de l'air et des frontières, invité de l'émission, avait affirmé être au courant et avoir fait le nécessaire pour stopper cette pratique. Cependant, quelques minutes plus tard, en direct à l'antenne, les téléspectateurs purent voir un nouveau chargement d'armes embarquer sur un navire à destination de l'Iran. L'émission disparaît de la chaîne 15 jours plus tard.

## Générique
Le générique de l'émission, joué au saxophone, n'a jamais été enregistré sur disque.

## Récompense
L'émission fut considérée comme le meilleur magazine d'actualité de l'année 1986 et récompensée par un Sept d'or dans cette catégorie en 1987.